# 흑집사

흑집사(일본어: 黑執事 구로시츠지[*])는 여성 만화가 토보소 야나의 만화이다. 2006년에 일본 만화잡지 월간 G 판타지에 연재되었으며 2008년에 애니메이션으로 리메이크화되어 24화로 구성되어 있다. 국내에서는 학산문화사를 통해 흑집사 한국어판 단행본이 발행되었으며 관련 캐릭터 코스프레가 활성화되기도 하였다. 2010년 6월부터는 대한민국의 애니박스에서 방영을 시작하였다. 2010년에 흑집사 2기가 제작되어 일본 현지에서 방영되기도 했다. 그리고 2014년에는 흑집사 3기가 제작되어 방영되었다. 한국과 동시 방송하게 되어 동일 시간에 편성되었다. 2022년 10월부터 애니플러스에서 흑집사 2기가 재방영 시작하였다.

## 설정
무대는 19세기 후반, 빅토리아 시대의 영국을 모티브로 한 가공 세계이다.

## 줄거리
19세기 영국, 영국 런던 교외에 있는 으리으리하면서 을씨년스러운 저택, 그 저택의 본가인 팬텀하이브 家의 12대 당주 <시엘 팬텀하이브>와 그의 만능 집사 <세바스찬 미카엘리스>가 사는 곳. 그 저택에 있는 시엘과 세바스찬은 서로 교묘한 주종 관계를 이어가면서 살아가고 있다.

## 등장인물

### 팬텀하이브 家
시엘 팬텀하이브 Ciel Fantomhive이 작품의 주인공 중 한 명이자 팬텀하이브 家의 12대 당주, 나이가 어린 데에도 불구하고 불과 3년 만에 팬텀 사를 영국 최고 최대의 제과, 완구 회사로 키운 실력자. 어릴때는 낯가림이 심하지만 잘 웃는 병약한(지병으로 천식을 앓고있다.) 미소년이었지만,2년 전 어떤 자들의 침입으로 인해 부모님을 잃고 저택이 불타면서 어둠의 상인들에게 넘겨져 지옥 같은 과거를 살아 온 아픈 기억이 있으며 그 기억은 시엘에게서 즐겁게 웃는 법을 앗아가고 말았다.(연기로 자연스럽게 웃는 척 정도는 할 수는 있다.) 그 후 세바스찬을 만나 팬텀하이브를 부활시키고, 부모님을 죽인 자들이 자신을 노리고 찾아오면 역으로 그들을 죽이고 원수를 갚기 위해 현재 당주로 살아 있다. 성격은 냉정하고 침착하며 13살이라는 나이에 맞지 않게 어른스럽고 세상 돌아가는 사정을 전부 다 꿰뚫고 있는데다가 팬텀하이브를 대 성장 시킬만큼 경영 능력도 좋다. 어린 나이와 작은 키에 콤플렉스가 있어 아이 취급을 당하는 것을 매우 싫어하며, 일부러 높은 굽의 구두를 신고다닌다. 하지만 아주 가끔씩 여리고 순한 13살의 모습이 드러나며 그 면을 숨기고 있다. 인간계에 악마인 세바스찬을 소환해 자신의 영혼을 대가로 계약했으며 계약의 문장은 오른쪽 눈에 새겨져 있다.
성우 : 사카모토 마아야 / 이미나 / J. 마이클 테이텀
세바스찬 미카엘리스 Sebastian Michaelis이 작품의 주인공 중 한 명이자 작품의 전개를 이끌어나가는 실질적인 주인공, 팬텀하이브 家의 집사로 일하고 있고 그 실력은 만능, 유능, 천재, 냉정, 절도, 성실 등등 온갖 수식어가 다 붙을 정도로 완벽하며 성격도 세심하고 깐깐해서 집안 일에 관해서는 그를 따를 자가 없을 정도. 늘 문제를 일으키는 고용인들과 마음에 들지 않는 주문을 연달아 해대는 까칠한 주인에 의해 고심하고 있지만 아무런 불평 없이 그걸 완벽하게 해내고 있다.(최근 연재분에서 처음부터 완벽하지는 않았던 것이 밝혀졌다.) 그의 정체는 시엘의 증오심에 이끌려 인간계에 소환된 악마이며 자비심이 있는 듯하지만 그 실체는 냉혹하고 비정하기 짝이 없는 악마의 면모를 숨기고 있다. 시엘의 복수를 도와 복수가 끝나는 날 시엘의 영혼을 먹기를 기대하고 있다. 항상 검은 연미복을 입고 있으며 머리색깔도 검정이라서 일명 '흑집사'라고 불린다. 참고로 '세바스찬'이란 이름은 시엘이 지어준 것인데, 유래는 시엘이 기르던 '개'라고 한다.
성우 : 오노 다이스케 / 최낙윤 / 브리나 펄렌시아
발드(바르드)팬텀하이브 家에서 셰프를 맡고 있는 중년의 남성, 과거에 전쟁터에서 활동하던 중사였으며 무기조작과 사격, 그리고 어떤 함정도 꿰뚫어보는 탁월한 동물적 감각을 자랑한다. 하지만 전쟁터에서의 급한 버릇이 몸에 배어버려 늘 요리를 할 때마다 난로에 천천히 익히는 걸 기다리지 못하고 화염 방사기나 바주카 및 각종 무기로 요리를 거의 폭사시키곤 한다. 요리를 망칠 때마다 "요리는 예술, 예술은 폭발이다!!"라고 얼렁뚱땅 넘아가버리며, 그 덕분에 시엘에게 '예술을 운운하기 전에 제발 먹을 만한 것을 만들어보라, 그대가 만든 것이 80%는 숯덩어리가 아니냐?(20%는 유해 물질)'라고 속으로 핀잔을 들은 적이 있다. 세바스찬이 부재 중일 때 저택의 고용인들을 이끄는 부리더이기도 하다.
성우 : 토치 히로키 / 임경명 / 이언 싱클레어
피니언팬텀하이브 家에서 정원사를 맡고 있는 중성적인 이미지의 10대 중후반의 소년, 순진무구하고 약간 아둔한 면이 있으며 그 성격 때문에 늘 정원을 불모지나 생물이 살아갈 수 없는 척박한 환경으로 만들어버리는 탁월한 재주를 지녔다. 그 때문에 늘 세바스찬에게 혼나지만 이 버릇은 아직까지 고쳐지지 않고 있다. 한 번은 세바스찬이 망쳐진 정원을 복구하기 위해 나무를 사오라고 하면서 다시 어떻게 꾸밀 것인지 생각해 보라 하자 합체 로봇처럼 거대한 정원을 꾸미고 싶다는 말을 아주 순진무구한 얼굴을 하며 말해 세바스찬에게 '살다 살다 이런 외계인을 만나는 것은 처음이다.'라는 말을 속으로 들었다. 하지만 과거에 인체 실험을 당해 가지고 싶지도 않았던 괴력을 갖게 됐으며 그 괴력을 이용해 침입자들이 쳐들어 올 때 온갖 잡동사니를 집어던져 적들을 쫓아버린 전적이 있다.
성우 : 카지 유우키 / 이명희 / 제이슨 리브렉트
메이린팬텀하이브 家의 메이드를 맡고 있는 붉은 머리를 한 주근깨 소녀, 심각한 원시이며 현재 쓰고 있는 안경이 도수가 절대적으로 안 좋음을 알고 있음에도 불구하고 도련님이 내준 것이기 때문에 절대 벗지 않는다. 너무 원시가 심한 바람에 집 안에서 여러 가지 사고를 일으키며, 가령 세제 3스푼을 30스푼으로 잘못 읽어 세탁실을 거품 천지로 만들어 버리는 것과 구두약과 광택제를 헷갈려 계단 난간에 구두약 전체를 들이붓는 경우도 있다. 또 덜렁이 기질이 있어 늘 식기를 운반하거나 정리할 때 모조리 깨뜨리는 것이 다반사이며 잔에 음료를 따를 때도 조준을 잘못 하는 경우가 있다. 하지만 과거에 암살 전문인 천재 스나이퍼였으며 그녀의 사격 실력은 최고라 해도 과언이 아니다. 멀리 떨어진 물체를 조준할 때 스코프를 쓰지 않을 정도로 원거리의 시력도 가히 수준급.(원시의 원인은 이것 때문) 세바스찬을 남몰래 짝사랑하며 마음을 애태운다.
성우 : 카토 에미리 / 이지현 / 모니카 리얼
다나카 (타나카.田中)팬텀하이브 家의 저택 지배인이자 저택 고용인들 중 가장 나이가 많다. 하지만 등장 할 때라고는 그저 하하~! 하고 하면서 녹차잔을 들이키는 모습밖에 없으며 가끔씩 캐릭터적인 모습에서 인간적인 모습으로 돌아오는 '리얼 다나카'가 되기도 한다. 하지만 이 '리얼 다나카'가 된 후는 페널티 때문에 3일 간은 '리얼 다나카'로 돌아갈 수 없다. 선대 당주 때부터 저택에서 일을 해왔으며(선대 당주의 집사였다.), 2년 전의 사건때 겨우 살아남아 지금은 시엘의 밑에서 일하고 있다. 저택에 관한 것이라면 사소한 것까지 전부 다 꿰뚫어보고 있다. 팬텀 사의 대표이사로 얼굴이 알려지길 꺼리는 시엘 대신 대외적으로 나서고 있다.
성우 : 후지무라 슌지 / 유강진 / R. 브루스 엘리엇
스네이크팬텀하이브 家의 시종. 켈빈 남작 사건 이후 시엘이 자신의 의형제들을 죽였다고 생각하여 시엘에게 복수하기 위해 팬텀하이브 저택에 숨어들어왔으나, 세바스찬에 의해 발각된 뒤, 시엘의 거짓말을 믿고 현재는 팬텀하이브 家의 사용인이 되었다. 얼굴에 뱀의 비늘같은 무늬가 있어 사람들의 구경거리가 된 과거가 있다. 뱀과 대화를 나눌수 있으며, 항상 말끝에 '~(뱀의 이름)가 말했어'라고 붙이는 버릇이 있다.
성우 : 테라시마 타쿠마
빈센트 팬텀하이브 Vincent Phantomhive시엘의 아버지이자 팬텀하이브 家의 11대 당주. 팬텀하이브 家의 당주 답게 뛰어난 머리와 재력, 지위, 인맥 등을 이용하여 여왕의 번견 임무를 맡고 있는 뒷세계의 실력자였으나, 2년 전 누군가에 의해 살해당했다. 잘생긴 얼굴과 시엘과 닮은 머리색(시엘이 빈센트의 머리색을 닮은거지만..)과 왼쪽눈 밑의 점이 포인트이다. 웨스턴 칼리지 블루 하우스의 기숙사장 출신이며, 학교 설립 이후 최초로 블루하우스가 크리켓 대항 경기에서 우승한 '블루하우스의 기적'의 주연이다.(확실하지는 않지만 이 시기에도 여왕의 번견 임무를 했던 것 같다.) 그때 내기에서 이겨 그린하우스의 기숙사장이던 디트리히를 형제로 삼았다. 능청스러우면서도 자존심 강한 성격이며, 다정한 모습도 보여준다.(수정,시엘도 자선사업을 합니다) 프란시스 미드포드의 오빠이며, 안젤리나 달레스(마담 레드)의 첫사랑이다.
레이첼 팬텀하이브(결혼 전 달레스)Rachel Phantomhive시엘의 어머니이자 안젤리나 달레스(마담 레드)의 언니. 다정다감한 성격이면서도 호쾌하고 장난기가 심한 성격이었다. 시엘의 외할머니를 닮은 금발에 시엘과 같은 벽안이다.

### 외부 손님
엘리자베스 (리지)본명은 '엘리자베스. 에델. 코델리아. 미드포드'이며 시엘 아버지의 동생인 프란시스 부인이 미드포드 후작과 결혼해 낳은 귀족 영애이다. 시엘의 약혼녀이며 늘 엄마에게 비밀로 하고 시엘의 집을 찾아와서 저택을 파격적인 센스로 아기자기하게 꾸며버려 시엘에게 패닉을 안겨 주곤 한다. 하지만 본성은 착하며 시엘이 즐겁게 웃는 것을 보면서 즐거워하는 것이 낙인 순진한 소녀. 시엘에게 귀여운 모습만 보여주고 싶어한 나머지 때때로 철없는 행동을 하기도 한다. 그러나 위급한 순간, 즉 시엘이 위험할 때는 뛰어난 검실력으로 시엘을 지켜준다.
성우 - 타무라 유카리 / 이소은 / 셰러미 리
프란시스 미드포드엘리자베스의 어머니이자 시엘의 고모인, 일명 '괴짜 귀부인'. 매사에 규칙과 윤리를 중요시하면서 깔끔하고 정돈된 것을 좋아하고 흐지부지하거나 애매모호한 것들을 싫어하는(세바스찬의 머리모양을 매우 싫어하여 만날때마다 올백머리를 강요한다.) 흔히 말하는 깡똥한 성격의 엄한 중년 여성, 하지만 근본적으로는 상냥하고 정이 많다. 기품있고 우아하지만 그에 따른 힘과 전투력(?)을 겸비하고 있으며 그 옛날, 왕실 기사단장으로 근무하던 미드포드 후작과의 검술 대결에서 인간이라 할 수 없는 실력으로 우승해 그 인연으로 미드포드 후작과 결혼에 골인한 웃긴 과거를 가지고 있다.
성우 - 없음
알렉시스 레온 미드포드 후작엘리자베스의 아버지이자 시엘의 고모부. 빈센트 팬텀하이브보다 어리다. 영국 기사들의 리더 왕실 기사단장으로 평소에는 카리스마 넘치는 중년 남성이지만 엘리자베스와 시엘앞에서는 한없이 자상한 아버지이자 고모부이다. 웨스턴 칼리지 그린 하우스 출신으로 기숙사장의 FAG였다. 출중한 검실력을 가지고 있다.
에드워드 미드포드엘리자베스의 오빠, 즉 시엘의 사촌 겸 미래의 처남. 동생을 매우 아껴서 시엘을 질투한다. 항상 시엘의 편을 들어주는 엘리자베스의 모습에 시엘에겐 툴툴거려서 시엘과 사이가 좋지는 않다. 하지만 시엘이 없는 자리에서 밝힌 바로는 동생의 약혼자이기 때문에 엄격하게 대하지만, 어린나이에도 불구하고 혼자서 가문을 이끌어 나가는 모습을 존경한다고 말한다. 미드포드가 답게 검실력이 뛰어나서 신사다운 태도를 중요시한다. 가끔식 단순하고 멍청하게 보일때가 있다.(특히 엘리자베스와 관계되었을 때) 현재 웨스턴 칼리지 그린 하우스 기숙사장의 FAG다.
마담 레드 (안젤리나 달레스)시엘의 이모이자 시엘 어머니의 여동생. 진홍색 리코리스 빛깔의 짧은 단발머리를 하고 있으며 평상시에도 붉은 색깔의 의상이나 악세서리를 자주 한다. 영국 귀족 사회에서는 '사교계의 퀸'이라고 불릴 정도로 사교실력이 뛰어나며 그 사교계 마당발과 화려한 입담으로 인해 여러 가지 정보통을 지인에게 이용하고 있다. 시엘 아버지를 짝사랑하고 있었지만 그 짝사랑이 언니와 결혼을 해 아쉬운 마음을 뒤로 하고 언니의 인생을 축복한다. 그 후에 무도회에서 만난 남자와 결혼해 아이를 임신하고 행복한 나날을 보내지만 마차 사고로 인해 남편과 뱃속의 아이가 죽은 뼈아픈 과거를 지니고 있다. 하지만 슬픔을 이겨낼 틈도 없이 언니와 사랑했던 그 사람이 죽어버린 것으로 인해 절망에 빠진다. 그 후 병원에서 의사 생활을 하다가 자신의 아이를 없애달라는 창녀에게 증오와 분노를 품고 후에 창녀들만을 골라서 잔혹하게 토막낸 후 자궁을 떼내는 엽기적인 범죄자인 <잭 더 리퍼>로 변모한다. 그러나 시엘과 세바스찬에게 적발되어 사투를 벌이지만 한 순간의 망설임으로 시엘을 죽이지 못하고 결국 같이 살인을 도와주었던 사신인 '그렐 서트클리프'에게 죽임당한다.
성우 - 박로미 / 김성연 / 리디아 매케이
라우중국 무역회사 영국 지점장이나 정체는 마피아 단체 '칭판'의 간부. 늘 실실 웃는 얼굴을 하고 있지만 가끔씩 진지하고 엄숙한 얼굴을 하기도 하며 성격은 익살스럽고 개구진 10대 소년같지만 잔혹한 면도 조금 존재한다. 늘 시엘과 같은 편에 서며 움직이지만 실질적으로 협력하는 것은 아닌 듯, 늘 한 수 앞서서 생각하는 듯한 발언을 하지만 실제는 아무것도 모르면서 오지랖을 떠는 케이스가 대부분이며 가끔씩 무술 실력을 내비치기도 한다.
성우 - 유사 코지 / 전광주 / 제리 주얼
란마오라우의 여동생으로 오빠인 라우와 마찬가지로 차이나 드레스를 입고 있으며 무표정함이 짙은 소녀. 라우의 경호원이기도 하다.라우와는 남매 사이이나 이복(異腹) 남매라는 일설이 있다.
성우 - 야하기 사유리 / 이재현 / 트리나 니시무라

### 사신(死神)
죽은 인간의 영혼을 사후 세계로 데려가는 인도자 역할을 하는 일종의 신, 죽은 인간이 어떤 인생을 살아왔는지를 필름 형식으로 알아보는 능력인 시네마틱 레코드(주마등 극장)로 그 인간의 영혼 수거 여부를 결정하며, 수거해도 된다고 판단했을 시 영혼을 몸에서 분리시키는 사신의 낫(데스 사이즈)을 가지고 있다.
그렐 서트클리프마담 레드를 보좌하는 집사. 그러나 본심에서는 매우 소심하여 차(茶)도 제대로 끓이지 못하는 성격 때문에 집사로서 재능이 약한 편이다. 하지만 그 모습은 전부 다 가짜 연기였으며 본성은 피를 좋아하고 살인을 미학을 여기는 하드 변태, 본래 런던에서 일어난 창녀 연속 살인사건으로 죽은 자들의 영혼을 수거하러 왔으나 우연히 살인을 저지르고 있던 마담 레드를 발견, 그녀에게 흥미를 가지고 살인을 도와주며 그녀의 집사로 변장해 살아왔다, 하지만 마담 레드의 정체를 밝혀낸 시엘과 세바스찬의 대결에서 종국엔 마담 레드를 죽인 후 세바스찬과 대결을 펼친다, 처음엔 우세했던 그였으나 자신의 턱시도를 멋지게 이용한 세바스찬에게 대패하고 무진장 얻어터지게 된다. 세바스찬에게 죽임 당할 뻔했으나 같은 사신인 윌리엄 T 스피어스의 개입으로 겨우 목숨을 부지한다. 지니고 있는 데스 사이즈는 붉은 피칠갑을 한 전기톱.
성우 - 후쿠야마 쥰 / 박서진 / 대니얼 프레드릭
월리엄 T. 스피어스인간계에 파견된 사신들의 직무 태도와 임무 성과를 조사하며 상부에 보고하는 [사신파견협회 관리과]에 근무중인 사신. 늘 문제를 일으키는 그렐 서트클리프 때문에 부장의 잔소리와 처리해야 할 일이 늘어날까봐 짜증을 내곤 한다. 기본적으로 성실하고 똑부러지며 예의는 바르지만 상당히 냉혹한 성격, 공공의 이익에 도움이 되지 않는 불필요한 존재들을 물건취급하며 일축해버리기도 한다.(그렐 서트클리프에게 늘 '그것', '저것'이라는 수식어를 붙인다.) 잔업(棧業)과 악마를 굉장히 싫어하며 특히 세바스찬을 향해서 '불쾌한 것'이라며 폭언을 일삼는 등 그를 매우 혐오하는 면이 있다.
성우 - 스기야마 노리아키 / 박성태 / 배리 얀델

### 천사(天使)
이름 그대로 신의 의지를 전하고 신을 보좌하는 하얀 날개를 지닌 사자들, 애니메이션 오리지널 설정 캐릭터이며 극중에서는 시엘의 과거와 빅토리아 여왕의 정체에 일조하며 극을 전개해나가는 악역들, 인간의 살아생전 기억인 시네마틱 레코드의 내용을 원하는 대로 수정하고 바꾸는 능력이 있다.
안젤라 블랑바리모어 家에 고용되어 일하고 있는 메이드 여성. 처음 등장했을 때에는 바리모어 家 주인인 헨리에게 혹사당하는 불쌍하고 마음 여린 메이드로 등장하나 그 정체는 빅토리아 여왕을 조종하며 시엘의 부모님을 죽이고 시엘을 어둠속으로 몰아넣은 장본인이자 극의 최종 악역인 천사, 그 후 여러 교묘한 방법으로 시엘의 주위를 옭아매며 종국엔 빅토리아 여왕을 죽이고 런던을 죽음의 수도로 만들어버리지만 이것을 저지하러 온 시엘과 세바스찬과 접전, 결국 자신의 본 모습을 드러낸 세바스찬에게 참혹하게 죽임당한다.
성우 - 야지마 아키코 / 권인지
애쉬 랜더스빅토리아 여왕의 집사로 여왕의 지령이나 명령 등을 시엘에게 전달해주는 역할, 안젤라의 또 다른 모습.
성우 - 히노 사토시 / 정재헌

### 스코틀랜드 야드(런던 경시청의 별칭)
아서 랜들스코틀랜드 야드 소속 반장이며 냉철하고 불같은 성격을 지니고 있고 어린아이이자 팬덤하이브가의 당주인 시엘에게 지기를 싫어하고 있다.
성우 - 아오야마 유타카 / 장광
프레드 애벌라인랜들과 함께 일하는 스코틀랜드 야드 소속 경찰. 시엘을 혐오하는 랜들과는 달리 의외로 시엘에게 협조를 요청하는 특징이 있으며 왕가와 국민을 위해 충실히 일하는 경관이기도 하다.
성우 - 스가누마 히사요시 / 서원석

### 기타 인물
드루잇 얼레이스트 쳄버 자작창녀 살해사건 때 시엘이 만난 사나이로 약자에게는 강하고, 강자에게는 약하다는 2중적인 성격이 있으며 여자를 밝히기기를 좋아하고 자아도취가 심한 편이다. 한때 인신매매(특히 소녀들)를 하다가 투옥되어 수감된 경험이 있다.
성우 - 스즈키 타츠히사 / 김두희
폴라미드포드가(家)의 시녀. 엘리자베스의 시중을 들고있으며 그의 기분을 헤아려 용기를 북돋아주기도 한다.
성우 - 이츠키 유이 / 이재현
언더테이커(장의사)음침하고 어두운 성격과 분위기를 보이는 인물로 얼굴에 흉터가 나있으며 기괴하고도 어두운 목소리를 가졌다. 머리가 길어보이는 탓에 양쪽 눈이 가려져 있으며 시엘에게 때때로 정보를 제공하기도 한다.그는 때때로 시엘이 여왕으로부터 파견된 장소에 있으며 실제모습은 사신이지만 아직 확실한 정체는 밝혀지지 않았다.
성우 - 스와베 쥰이치 / 이상훈
드로셀 카인즈챙모자에 보랏빛 눈동자를 가진 인물로 주크박스를 돌리는 정체불명의 남자. 왼쪽 눈 주위에 무늬가 새겨져 있다.
성우 - 카츠 안리 / 장민혁
소마 아스만 카다르벵갈왕국(현실상의 인도로 추정) 출신의 26번째 왕자로 시녀인 미나를 데려가기 위해 영국에 왔다. 단순한 성격 때문에 남의 말이라면 루머에 헛소문까지 믿어버리는 면이 있으며 왕자임에도 불구하고 철저한 면이 거의 없는 인물이다. 하지만 시엘과 만나 여러 가지 일을 겪으며 정신적으로 성장한다.
성우 - 타치바나 신노스케 / 류승곤
미나벵갈왕국 궁정의 시녀로 벵갈왕국을 떠나 영국으로 건너왔다.
성우 - 고토 유코 / 서유리
아그니소마를 보좌하는 집사로 소마와 함께 영국에 왔다. 온화한 성격이나 집사로서는 매우 유능한 편.
성우 - 야스모토 히로키 / 심승한

## 집단 및 단체
팬텀하이브 家
시엘이 당주로 있는 가문으로 대대로 영국여왕의 충실한 신하로 여왕을 대신하여 어둠의 세계에서 일어나는 일들을 관리해 왔기 때문에 '여왕의 개' 또는 '여왕의 번견(忠犬)' 이라고도 불리고 있다.
스코틀랜드 야드
영국 경시청의 공식명칭으로 경찰국의 위치상 런던에 있는 옛 스코틀랜드 국왕의 궁전 터에 있다고 하여 불리고 있다.